# Poros (koning)

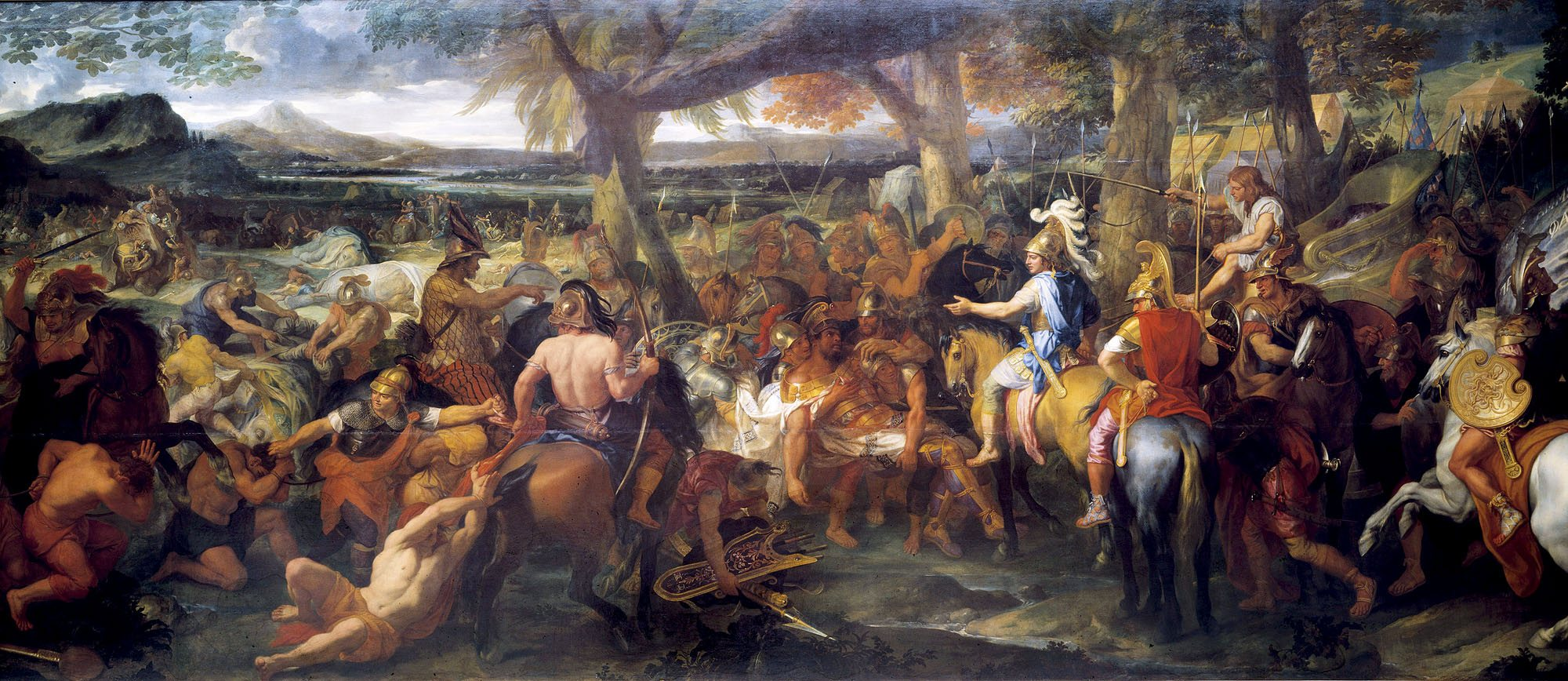
Alexander en Porus. Schilderij door Charles Le Brun

Porus, de Griekse versie van de Indiase namen Puru, Pururava of Purushottoma, was de heerser van een koninkrijk dat gelokaliseerd was tussen de rivieren Jhelum en Chenab (in het Grieks Hydaspes en Acesines) in Punjab. Zijn machtsbasis lag vermoedelijk nabij de tegenwoordige stad Lahore.
Over Porus werd geschreven dat hij bijzonder groot was, naar schatting 2,20 meter. Hij bereed altijd een grote olifant, die volgens de overlevering typisch bij hem paste.

## Alexander de Grote
Porus wist Alexander de Grote voor lange tijd tegen te houden.
Porus was een Kshattriya. Hij vocht in de veldslagen bij de Hydaspes tegen Alexander in 326 v.Chr. Nadat hij door Alexander was verslagen, vroeg Alexander hem hoe hij aan zijn verwondingen behandeld wilde worden. Porus antwoordde dat hij dat koninklijk wilde. Alexander accepteerde zijn antwoord en Porus werd zelfs een vazal van Alexander. Deze gunst werd waarschijnlijk echter vooral uit politiek oogpunt verleend, aangezien Alexander het volledige rijk vermoedelijk nooit zou hebben kunnen besturen.